# Смерчинська Інна Олександрівна
Інна Олександрівна Смерчинська (2 січня 1922, Сімферополь — ?) — українська скульпторка; член Спілки радянських художників України з 1967 року. Дружина скульптора Леоніда Смерчинського.

## З біографії
Народилася 2 січня 1922 року в місті Сімферополі (нині Україна). У 1940/1941 роках навчалася у Московському вищому художньо-промисловому училищі. Мешкала у Сімферополі в будинку на вулиці Беспалова, № 104, квартира № 11.

## Творчість
Працювала в галузі станкової і декоративної скульптури. Серед робіт:
- «Олександр Пушкін» (1954);
- «Наймичка» (1961);
- «Біля моря» (1961);
- композиція для фонтана «Достаток» (1963, у співавторстві з Леонідом Смерчинським);
- «Володимир Ленін з дітьми» (1964, у співавторстві з Леонідом Смерчинським);
- портрет старого більшовика О. П. Полеухіна (1964);
- «Чекай мене» (1966);
- композиція «Під кримським сонцем» (1967);
- «Буратіно на черепасі Тортилі» (1968);
- «Партизан С. Кругов» (1974).

Брала участь у республіканських виставках з 1961 року.